# Robert White (badminton)
Pour les articles homonymes, voir Robert White.
Robert White, né le 27 juillet 2004, est un joueur sud-africain de badminton.

## Carrière
Robert White est médaillé de bronze par équipe au Championnat d'Afrique de badminton par équipes mixtes 2021 à Kampala. Aux Championnats d'Afrique 2021 dans la même ville, il est médaillé de bronze en double mixte avec Deidré Laurens Jordaan.
En 2022 à Kampala, il est médaillé de bronze aux Championnats d'Afrique par équipes.
En 2023 à Benoni, il est médaillé de bronze en double mixte avec Deidré Laurens Jordaan aux Championnats d'Afrique individuels et médaillé de bronze au championnat d'Afrique par équipes mixtes. 